# Hélène Védrine
Hélène Védrine (Saint-Étienne, 5 de junho de 1926 - Saint-Siffret, 5 de abril de 2019) foi uma filósofa francesa, professora emérita da Universidade de Paris I (Sorbonne).
Inicialmente especialista nas filosofias do Renascimento, ela se interessa posteriormente pela filosofia contemporânea, em particular pela questão do sujeito.
Principais obras:
- La conception de la nature chez Giordano Bruno. Paris:Vrin 1967. 2éd 1999.
- Les philosophies de la Renaissance, Paris:PUF, 1971.
- Machiavel. Paris:Seghers, 1972.
- Les philosophies de l’histoire. Crise ou déclin. Paris:Payot 1974.
- Censure et pouvoir. Trois procès: Savonarole, Bruno, Galilée. Paris-la Haye:Mouton, 1976. 2a. ed. Paris:L’Harmattan, 2001.
- Les ruses de la raison. Pouvoir et pouvoirs. Paris:Payot 1982
- Les grandes conceptions de l’imaginaire. Paris:Le Livre de Poche, 1990.
- Philosophie et magie à la Renaissance . Paris;Le Livre de Poche, 1996.
- Patrizzi. De l’espace physique et mathématique. Paris;Vrin, 1996.
- Le sujet éclaté. Paris:Le Livre de Poche, 2000.